# هون لي
تونغ هون لي (بالإنجليزية: Tong Hoon Lee)‏ هو ممثل أمريكي من أصل كوري ولد في يوم 18 يوليو 1973 في بليموث في ماساتشوستس. بدأ التمثيل في سنة 2001. مثل في عدة أفلام ومسلسلات وأفلام مثل بانشي وسلاحف النينجا ومولان.

## روابط خارجية
- هون لي على موقع IMDb (الإنجليزية)
- هون لي على موقع ألو سيني (الفرنسية)
- هون لي على موقع قاعدة بيانات برودواي على الإنترنت (الإنجليزية)
- هون لي على موقع قاعدة بيانات الفيلم (الإنجليزية)